# 顔恵民
顔 恵民（がん けいみん、1928年 - 1985年）は、台湾の実業家。一青妙、一青窈の父。

## 経歴
東京都千代田区立番町小学校、学習院中等科（学習院中等科・高等科）を経て、早稲田大学鉱山科卒業。娘に一青妙、一青窈、学習院時代の同期に犬養康彦がいる。
1928年、日本統治下の台湾で、九份の金鉱経営で成功し、台湾五大財閥に数えられた顔一族（zh:基隆顏家）の長男として生まれた。当時、多くの台湾上流階級の子弟がそうであったように、10歳のときに母親とともに日本に渡り、小学校から大学まで日本で教育を受けた。中国語と台湾語より日本語の方が達者であったという。
第二次大戦後の1947年に兄弟と共に台湾に帰るが、二・二八事件などの本省人弾圧を逃れるため、1949年に密航して日本に戻った。日本で貿易業などに従事し、1978年から1984年までは家業の台陽公司（鉱業、運輸、交通、鋳造品製造、投資の会社）の代表を務めた。
1985年、肺がんで死去。

## 私生活
戦前から戦後にかけて日本に滞在していた時に石川県鳥屋町一青地区出身の日本人女性と出会い結婚した。その妻との間に一青妙、一青窈を儲けた。一青窈の楽曲の中には『大家』『ぱぱへ』など彼への想いを歌ったものが数曲ある。
登山を趣味とした。

## 家系
- 祖父・顔雲年（zh:顏雲年、1874-1923） ‐ 顔尋芳の長男。顔家は新北市瑞芳区傑魚里に代々暮らす一族。藤田組経営の瑞芳鉱山の採掘請負いに始まり、1903年に鉱山労働者や物品供給を扱う雲泉商会を設立し、1914年には瑞芳鉱山と釧路の安田炭鉱を買い取って炭鉱経営に乗り出し、1918年に三井家と共同出資で基隆炭鉱社を、藤田組と共同出資で台北炭鉱社を設立し、炭田開発と石炭運搬用の鉄道敷設を開始、1920年には共同出資者の賀田金三郎を社長に台陽鉱業を興し、金鉱と炭鉱事業を拡大、基隆の李家と並ぶ台湾鉱業界の二大勢力のひとつとなった[4]。同年、北海道の太平洋炭礦にも出資した。1921年に完成した石炭専用鉄道（現・平渓線）は日本統治時代に台湾人が敷設した唯一の鉄道だった[4]。
- 大伯父・顔東年（zh:顏東年）
- 大叔父・顔国年（zh:顏國年） ‐ 1925年台陽鉱業社長就任。1929年、専用鉄道を台湾総督府鉄道に売却[4]。
- 父・顔欽賢（zh:顏欽賢、1902-1983） ‐ 雲年の長男[5]。旧制高崎中学校(福田赳夫と同級生)、立命館大学経済科卒。1937年台陽鉱業社長就任（同社は1940年に日本鉱業が出資し日台資本企業となる）[4]。敗戦時には、石坂荘作が基隆市に開いていた夜学校を引き継ぎ、その後私立光隆高級商業職業学校に育て上げた[6]。戦後は二・二八事件で逮捕されるが釈放され、国民政府に接収されていた台陽鉱業も顔家に戻され、1947年に同社の会長に就任し再建に尽力し、1978年に長男の恵民に事業継承した[4]。
- 叔父・顔徳潤 ‐ 雲年の二男。立命館大学法科卒
- 叔父・顔徳修（1908年生） ‐ 雲年の三男。立命館大学経済科卒。岳父に許丙。[5]
- 叔母・顔緹 ‐ 雲年の娘。陳逸松 (弁護士)の妻[5]
- 弟・顔恵忠 ‐ 欽賢の二男。恵民引退により1984年に台陽公司（旧台陽鉱業）代表に就任[4]。
- 娘・一青妙、一青窈

## 関連文献
- 一青妙『私の箱子』講談社、2012年。ISBN 978-4062174251。娘の一青妙が父や家族についてつづったエッセイ